# Lista de exemplos de código C++
Esta é uma lista de exemplos de código C++, que demonstram a funcionalidade da linguagem e suas características.

## Programa mínimo
Este é um exemplo de um programa mínimo que faz nada. Ele começa sua execução e logo termina. A função main é definida como o ponto de início de qualquer programa C++.
```
int
 
main
()
 
{

}

```

O padrão C++ exige que main() retorne o tipo de dado int (inteiro). Tradicionalmente, o valor do retorno dessa função representa o valor de retorno do próprio programa, o qual é informado para o processo que o executou. Um término mal sucedido pode ser indicado com um valor diferente de zero. O valor assumido por padrão é zero, que representa retorno bem sucedido.

## Programa Olá Mundo
Este é um exemplo do Programa Olá Mundo aplicado à linguagem C++ que utiliza a biblioteca padrão para a entrada e saída de dados.
```
#include
 
<iostream>

int
 
main
()
 
{

    
std
::
cout
 
<<
 
"Olá, Mundo!
\n
"
;

}

```

Nota-se no exemplo acima a declaração local de quais espaços de nomes estão sendo utilizados.

## Algoritmo de Trabb Pardo-Knuth
O código a seguir requer um compilador compatível com a revisão C++23:
```
#include
 
<array>

#include
 
<cmath>

#include
 
<iostream>

#include
 
<print>

#include
 
<ranges>

double
 
f
(
double
 
t
)
 
{

    
return
 
sqrt
(
abs
(
t
))
 
+
 
5
 
*
 
pow
(
t
,
 
3
);

}

int
 
main
()
 
{

    
std
::
array
<
double
,
 
11
>
 
a
;

    
for
 
(
auto
&
 
t
 
:
 
a
)
 
{

        
std
::
cin
 
>>
 
t
;

    
}

    
for
 
(
const
 
auto
 
[
i
,
 
t
]
 
:
 
a
 
|
 
std
::
views
::
enumerate
 
|
 
std
::
views
::
reverse
)
 
{

        
if
 
(
auto
 
y
 
=
 
f
(
t
);
 
y
 
>
 
400
)
 
{

            
std
::
println
(
"{} TOO LARGE"
,
 
i
);

        
}
 
else
 
{

            
std
::
println
(
"{} {}"
,
 
i
,
 
y
);

        
}

    
}

}

```

## Gabaritos
Este é um exemplo da utilização de gabaritos para a substituição da seguinte macro de programação comumente utilizada em C, apesar de bastante insegura, para o retorno do maior entre dois elementos dados:
```
// versão utilizando macros

#define max(x, y) (x > y ? (x) : (y))

// versão utilizando gabaritos, muito mais segura e com checagem de tipo

template
 
<
typename
 
T
>

T
 
max
(
T
 
x
,
 
T
 
y
)
 
{

   
return
 
(
x
 
>
 
y
)
 
?
 
x
 
:
 
y
;

}

```

## Polimorfismo estático
Este é um exemplo de polimorfismo resolvido em tempo de compilação de código, representando a sobrecarga de funções.
```
extern
 
void
 
EnviaTrabalhoParaImpressora
(
TrabalhoTexto
 
*
,
 
ImpressoraLaser
 
*
);

extern
 
void
 
EnviaTrabalhoParaImpressora
(
TrabalhoTexto
 
*
,
 
ImpressoraTinta
 
*
);

extern
 
void
 
EnviaTrabalhoParaImpressora
(
TrabalhoHTML
 
*
,
 
ImpressoraLaser
 
*
);

extern
 
void
 
EnviaTrabalhoParaImpressora
(
TrabalhoHTML
 
*
,
 
ImpressoraTinta
 
*
);

```

## Polimorfismo dinâmico
Este é um exemplo de polimorfismo resolvido em tempo de execução de código, representando funções virtuais.
```
#include
 
<iostream>

class
 
Ave
 
{
 
// classe base

public
:

   
virtual
 
void
 
MostraNome
()
 
{

      
std
::
cout
 
<<
 
"uma ave"
;

   
}

   
virtual
 
~
Ave
()
 
{}

};

class
 
Cisne
 
:
 
public
 
Ave
 
{
 
// Cisne é uma Ave

public
:

   
void
 
MostraNome
()
 
{

      
std
::
cout
 
<<
 
"um cisne"
;
 
// sobrecarrega a função virtual

   
}

};

int
 
main
()
 
{

   
Ave
 
*
ave
 
=
 
new
 
Cisne
;

   
ave
->
MostraNome
();
 
// produz na saída "um cisne", e não "uma ave"

   
delete
 
ave
;

}

```

## Utilizando a biblioteca padrão
Este é um exemplo de programa que utiliza elementos da Standard Template Library.
```
#include
 
<iostream>
  // std::cout

#include
 
<vector>
    // std::vector<>

#include
 
<map>
       // std::map<> and std::pair<>

#include
 
<algorithm>
 // std::for_each()

#include
 
<string>
    // std::string

int
 
main
()
 
{

   
std
::
map
<
std
::
string
,
 
std
::
vector
<
std
::
string
>>
 
people
;

   
// Adiciona algumas pessoas no mapeamento e permite que elas carreguem itens

   
people
[
"Anya"
].
push_back
(
"livro"
);

   
people
[
"Dimitri"
].
push_back
(
"computador pessoal"
);

   
people
[
"Anya"
].
push_back
(
"casaco"
);

   
// Percorre por todas as pessoas no contêiner com um lambda

   
std
::
for_each
(
people
.
begin
(),
 
people
.
end
(),
 
[](
const
 
auto
&
 
person
)
 
{

      
const
 
auto
&
 
[
name
,
 
items
]
 
=
 
person
;
 
// Desestrutura o std::pair<>

      
std
::
cout
 
<<
 
name
 
<<
 
" está carregando "
 
<<
 
items
.
size
();

      
if
 
(
items
.
size
()
 
==
 
1
)
 
{

         
std
::
cout
 
<<
 
" item
\n
"
;

      
}
 
else
 
{

         
std
::
cout
 
<<
 
" itens
\n
"
;

      
}

   
});

}

```

## Busca de nomes dependente de argumento
O exemplo clássico de busca de nomes dependente de argumento, também chamada Koenig lookup, é mostrado abaixo:
```
namespace
 
NS
 
{

   
class
 
A
 
{};

   
void
 
f
(
A
)
 
{}

}

 

int
 
main
()
 
{

   
NS
::
A
 
a
;

   
f
(
a
);
 
// invoca NS::f

}

```

Note que não foi necessário especificar o espaço de nomes da função f, ainda que ela foi encontrada devido à sua associação com a classe A utilizada como argumento.

## Tratamento de exceções
Abaixo é mostrado um exemplo do tratamento de exceções. A divisão de um inteiro por zero é uma operação inválida; como possui uma variável como divisor, a função div_ten_by deve primeiramente tratar casos inválidos de entrada. Caso a entrada seja zero, uma exceção será lançada, e o código será redirecionado para o tratamento da exceção (indicado por catch).
```
#include
 
<cstdlib>

#include
 
<iostream>

[[
nodiscard
]]
 
// Resultado não deve ser ignorado

std
::
div_t
 
div_ten_by
(
int
 
divisor
)
 
{

   
// Valida a entrada

   
if
 
(
divisor
 
==
 
0
)
 
{

      
throw
 
std
::
runtime_error
(
"divisão por zero"
);

   
}

   
return
 
std
::
div
(
10
,
 
divisor
);

}

int
 
main
()
 
{

   
int
 
divisor
 
=
 
0
;

   
std
::
cout
 
<<
 
"10 dividido por: "
;

   
std
::
cin
 
>>
 
divisor
;
 
// Obtém do usuário um número inteiro

   
try
 
{

      
const
 
auto
 
[
quot
,
 
rem
]
 
=
 
div_ten_by
(
divisor
);
 
// Desestrutura o resultado

      
std
::
cout
 
<<
 
"
\n
Quociente: "
 
<<
 
quot
;

      
std
::
cout
 
<<
 
"
\n
Resto: "
 
<<
 
rem
 
<<
 
std
::
endl
;

   
}
 
catch
 
(
const
 
std
::
exception
&
 
err
)
 
{

      
std
::
cerr
 
<<
 
"Erro: "
 
<<
 
err
.
what
()
 
<<
 
std
::
endl
;

      
std
::
exit
(
EXIT_FAILURE
);

   
}

}

```

## Manipulação de argumentos da linha de comando
Uma necessidade comum aos desenvolvedores é a comparação de cadeias de caracteres passados pela linha de comando. Um exemplo de sua interpretação segue abaixo:
```
#include
 
<cstdlib>

#include
 
<iostream>

#include
 
<span>

int
 
main
(
int
 
argc
,
 
char
 
*
argv
[])
 
{

   
// Cria um iterador seguro do ponteiro `argv` (requer C++20)

   
for
 
(
const
 
auto
&
 
arg
 
:
 
std
::
span
(
argv
,
 
argc
))
 
{

      
if
 
(
arg
[
0
]
 
!=
 
'-'
)
 
{

         
continue
;

      
}

      
switch
 
(
arg
[
1
])
 
{

         
case
 
'r'
:
 
// caso possua um r após o traço

            
std
::
cout
 
<<
 
"Argumento -r usado
\n
"
;

            
break
;

         
case
 
'v'
:
 
// caso possua um v após o traço

            
std
::
cout
 
<<
 
"Argumento -v usado
\n
"
;

            
break
;

         
default
:
  
// este é o valor de escape e sua respectiva mensagem:

            
std
::
cerr
 
<<
 
"Erro: argumento incompleto
\n
"
;

            
std
::
exit
(
EXIT_FAILURE
);

      
}

   
}

}

```

Diferente do restante de exemplos, notar que no exemplo acima a função main recebe argumentos em uma assinatura especial e que não pode ser alterada. É com esses parâmetros que o programa pode acessar as informações passadas pela linha de comando. O primeiro parâmetro passado indica a quantidade de parâmetros passados, e o segundo armazena uma cadeia de caracteres de cada parâmetro.

## Ambiguidade da linguagem
Abaixo é mostrado um exemplo de código que demonstra um tipo de ambiguidade na linguagem C++, mostrando porque um analisador sintático trivial não é o suficiente para gerar uma árvore de sintaxe. Apesar da cadeia de caracteres foo<1>(3) aparecer duas vezes no código, ela está empregada em situações bastante diferentes, e envolvendo identificadores diferentes. Na primeira situação o identificador foo é uma variável local da função teste1, cujo valor é comparado com o literal 1. O resultado é finalmente comparado com o literal 3. Na segunda situação, o identificador foo é a invocação de uma instância da função gabarito definida no início do código, alimentando o gabarito com literal 1 e alimentando o parâmetro da função com o literal 3.
```
template
 
<
int
 
N
>

void
 
foo
(
const
 
int
 
t
)
 
{

   
// processa alguma coisa

}

void
 
teste1
()
 
{

   
int
 
foo
 
=
 
3
;

   
if
 
(
foo
<
1
>
(
3
))
 
{
 
// situação 1

      
// processa alguma coisa

   
}
 
else
 
{

      
// processa alguma coisa

   
}

}

void
 
teste2
()
 
{

   
foo
<
1
>
(
3
);
 
// situação 2

}

int
 
main
()
 
{

   
teste1
();

   
teste2
();

}

```

## Metaprogramação com gabarito
Um exemplo difundido no cálculo de fatorial é o uso de recursividade, como demonstrado abaixo:
```
int
 
factorial
(
int
 
n
)
 
{

   
if
 
(
n
 
==
 
0
)
 
{

      
return
 
1
;

   
}

   
return
 
n
 
*
 
factorial
(
n
 
-
 
1
);

}

int
 
x
 
=
 
factorial
(
4
);
 
// == (4 * 3 * 2 * 1) == 24

int
 
y
 
=
 
factorial
(
0
);
 
// == 0! == 1

```

Note que no exemplo acima o cálculo é realizado em tempo de execução, o que implica que para cada chamada da função o processamento é feito novamente. É possível realizar tais cálculos recursivos em tempo de compilação através da metaprogramação com gabaritos, fazendo uso da especialização de gabaritos, com o seguinte código:
```
template
 
<
int
 
N
>

struct
 
Factorial
 
{

   
enum
 
{
 
value
 
=
 
N
 
*
 
Factorial
<
N
 
-
 
1
>::
value
 
};

};

template
 
<>

struct
 
Factorial
<
0
>
 
{

   
enum
 
{
 
value
 
=
 
1
 
};

};

int
 
x
 
=
 
Factorial
<
4
>::
value
;
 
// == 24

int
 
y
 
=
 
Factorial
<
0
>::
value
;
 
// == 1

```

No exemplo acima, a metaprogramação com gabaritos permite a recursividade do gabarito, sendo que a condição de saída é dada pela especialização no valor literal "0". Para cada ocorrência de Factorial<4>::value no código fonte, o compilador realiza a chamada recursiva e substitui pelo resultado, 24. Em tempo de execução resta somente o valor literal, evitando o cálculo.